# Экспедиция на Землю
«Экспедиция на Землю» (англ. History Lesson) — научно-фантастический рассказ Артура Кларка, впервые опубликованный в 1949 году журналом Startling Stories. Рассказывает о гибели человеческой цивилизации в результате охлаждения Солнца и результатах последующей экспедиции обитателей Венеры на мёртвую Землю.

## Содержание
Первая часть рассказывается с точки зрения племени кочевых людей в будущем, когда на Земле наступил новый ледниковый период. Племя убегает в сторону экватора от наступающих ледников, которые спускаются с Северного полюса, но обнаруживает, достигнув экваториальной зоны, что ледники с Южного полюса также наступают к экватору. Племя несёт в себе несколько реликвий с середины 21-го века, которые считаются священными. До окончательного исчезновения человечества святыни были благополучно укрыты в горах.
Вторая часть рассказа повествует уже о расе разумных венерианских рептилий, которые через 5000 лет после охлаждения Солнца освоили космические перелёты. Венерианская экспедиция побывала на Земле и вернулась с реликвиями последнего племени людей. Название рассказа происходит от попытки венерианских ученых реконструировать образ жизни и внешний облик двуногих существ, которые когда-то ходили по третьей планете, через анализ одного из последних реликтов человечества — рулона плёнки, содержащей короткий диснеевский мультфильм.

## Связи с другими произведениями Кларка
- В соответствии с вступлением Кларка в его сборнике «Reach for Tomorrow», корни этого рассказа идут к «Спасательному отряду» . Сходство в том, что Солнце приводит к исчезновению жизни на Земле. Но там вместо охлаждения оно взрывается, уничтожая все планеты.
- Ледниковый период в связи с охлаждением Солнца наступает также в конце романа «Фонтаны рая» и в коротком рассказе «Забытый враг».